# مادة متفككة
المفككة (أو العوامل المفككة) هي المواد التي تسهل وتسرع وتحطم أو تفك مضغوط (دواء) بعد تناوله من قبل المريض إلى أجزاء صغيرة من أجل تسريع انحلال المواد الفعالة.

## أنواع المواد المفككة
- مواد تنتبج عند تماسها مع الماء وتسهل دخوله الي داخل المضغوطه مؤديه لتحطيم المضغوطه بسبب زياده ضغط الانتباج. 
أمثلة: النشا-Sodium starch glycolate-مسحوق السيلولوز ذو التبلور الدقيق (avicel)
-مواد تقوم بتوليد غاز عند تماسّها مع الماء أو الوسط المعدي (ثاني أكسيد الكربون؛ وهذا النوع يستخدم في المواد الفوّارة
-مواد تساعد على تبلل المضغوطات ودخول المياه إليها عبر المسام السطحية كالعوامل الفعالة علي السطح مثل لوريل سلفات الصوديوم وسيتيل سلفات الصوديوم

## نسبة المواد المفككة
تضاف المواد المفككة بنسب تتراوح بين (3-10%) ويفضل إضافة جزء منها إلى المساحيق أثناء عملية التثيرو، الجزء الآخر يضاف مع المزلقات في الطور الخارجي.

## المواد المففكه ومساحيق الغسيل
تضاف المواد المفككة الي مساحيق الغسيل لجعل المواد الكيميائيه القيام بدورها المنشود. عند تلامس مساحيق الغسيل بالمياه يبدأ التفاعل مع المواد المفككة وينتج منها غاز الأكسجين. فيقوم الاكسجين بالتوجه إلى لملابس حيث انه يعمل علي تبييض هذه الملابس.